# バトルニス科
バトルニス科（Bathornithidae）は、古第三紀始新世から新第三紀中新世にかけて北アメリカに生息していた、絶滅した鳥類の科。ノガンモドキ目に属し、現生のノガンモドキ科や絶滅したフォルスラコス科と関連する。彼らはおそらく同様の習性を持つ脚の長い地上生の捕食者であり、そのうち巨大なサイズに達したものもいた。
全てではないものの、北アメリカの古第三紀のノガンモドキ目鳥類の化石の大半はバトルニス科に属することが示唆されている。ストーズ・L・オルソンはヨーロッパのエラフロクネムスをバトルニス科に割り合てたが、これは認められていない。逆に、バトルニスとその近縁属フォルスラコス科の姉妹群であるのに対し、パラクラックスは現代のノガンモドキ科に近いとし、多系統のグループとして解釈する系統解析もある。ただしこれも激しい議論を呼んでいる。
2016年に形成された合意では、バトルニス科はバトルニスとネオカタルテスのみであり、ノガンモドキ科とフォルスラコス科およびノガンモドキ目の可能性のあるヨーロッパ産の標本の外側に位置するノガンモドキ目の系統群とされた。パラクラックスやエウトレプトルニスはノガンモドキ目としての関係性が完全には解明されていない奇妙な分類群として理解されている。

## 生物学
Paracrax wetmorei は飛翔できた可能性があるが、大半の属種は飛べない鳥であり、哺乳類の支配的な環境における飛べない鳥の良い例であった。Paracrax gigantea や Paracrax antiqua、さらに大型のバトルニス属の種はフォルスラコス科鳥類と同様の大型捕食動物としての生態的地位を占めていた可能性がある。P. gigantea とバトルニスは背丈2メートルに達した。
バトルニスは湿地環境を好んでいたようである。バトルニスは非常に多様性に富み、始新世から中新世にかけて様々な大きさの多種多様な種が存在した。